# Hanayo
Hanayo (花代), de son vrai nom Hanayo Nakajima (中島花代, Nakajima Hanayo) est une chanteuse nippo-américaine, née en 1971 en Caroline du Nord[réf. nécessaire] de parents japonais temporairement présents sur le territoire américain ; elle a en fait grandi à Tokyo au Japon.

## Biographie
Hanayo commencé sa carrière comme jeune geisha à Tokyo en 1989, elle a témoigné de cette expérience dans un livre publié en 1991, Oshakuchan n ° 1. 
En 1992, elle forme le groupe Muscats avec les musiciens bruitistes japonais Masami Akita (Merzbow) et Masaya Nakahara (Violent Onsen Geisha). Cette année-là, Hanayo apparait sur la couverture de The Face de décembre en tenue de geisha, puis en 1993 sur une affiche pour Jean-Paul Gaultier.
En 1995 Hanayo met fin à son travail de geisha et s'installe en Europe.
En 1997, elle rejoint le réalisateur allemand et performer, Christoph Schlingensief pour plusieurs projets : 
- elle incarne Yoko Ono dans la performance Mein Filz, mein Fett, mein Hase à la documenta X à Cassel ;
- elle participe à la performance de Schlingensief Passion Impossible au Deutsches Schauspielhaus à Hambourg ;
- elle a joué un rôle dans sa pièce de théâtre Die letzten Tage der Rosa Luxemburg  au Berliner Ensemble.

Son single Joe le taxi est présent sur de nombreuses compilations, dont 2 Many DJs avec Soulwax.
Elle a joué avec des musiciens et des groupes comme Violent Onsen Geisha, Red Crayola, Vapid Dolly, Black Dog, Jun Miyake, Merzbow, Woodman, Kai Althoff, Terre Thaemlitz, The Panacea, Pain Cake (avec Locust Fudge) et Ponpons.
Son projet le plus récent est le groupe berlinois, Wooden.

## Discographie
- 2000 : Album Gift